# Albuñol
Albuñol é um município da Espanha na província de Granada, comunidade autónoma da Andaluzia, de área 62,94 km² com população de 6054 habitantes (2004) e densidade populacional de 96,19 hab/km².

## Demografia
| Variação demográfica do município entre 1991 e 2004 | Variação demográfica do município entre 1991 e 2004 | Variação demográfica do município entre 1991 e 2004 | Variação demográfica do município entre 1991 e 2004 |
| --------------------------------------------------- | --------------------------------------------------- | --------------------------------------------------- | --------------------------------------------------- |
| 1991                                                | 1996                                                | 2001                                                | 2004                                                |
| 5336                                                | 5566                                                | 5784                                                | 6054                                                |